# Andrés Schetino
Edgardo Andrés Schetino Yancev (* 26. Mai 1994 in Montevideo) ist ein uruguayischer Fußballspieler.

## Karriere

### Verein
Der 1,83 Meter große Mittelfeldakteur Andrés Schetino steht mindestens seit der Saison 2013/14 im Erstligakader des in Montevideo beheimateten Klubs Centro Atlético Fénix. In jener Spielzeit lief er 20-mal in der Primera División auf. Ein Tor erzielte er nicht. In der Saison 2014/15 wurde er 19-mal (zwei Tore) in der höchsten uruguayischen Spielklasse eingesetzt. Es folgten in der Apertura 2015 14 weitere Erstligaeinsätze (ein Tor). Anschließend wechselte er Mitte Januar 2016 zum AC Florenz und wurde Ende jenes Monats an den Zweitligisten AS Livorno ausgeliehen. Dort bestritt er bis zum Saisonende allerdings kein Ligaspiel. Ende Juli 2016 folgte ein leihweiser Wechsel zu Sevilla Atlético, der Zweiten Mannschaft des FC Sevilla. In der Saison 2016/17 kam er bei den Spaniern 20-mal (kein Tor) in der Liga zum Einsatz. Anschließend kehrte er zunächst zum AC Florenz zurück.
Im Sommer 2017 folgte eine weitere Leihe zu Esbjerg fB.

### Nationalmannschaft
In der U-20-Nationalmannschaft Uruguays kam er unter Trainer Juan Verzeri am 13. November 2012 beim 0:0-Unentschieden im Freundschaftsspiel gegen Gimnasia LP zu seinem einzigen Einsatz in dieser Altersklasse. Am 19. Mai 2015 wurde er von Trainer Fabián Coito zunächst für den vorläufigen Kader der U-22 bei den Panamerikanischen Spielen 2015 in Toronto nominiert. Schließlich gehörte er auch dem endgültigen Aufgebot an und gewann das Turnier mit der Celeste.

### Erfolge
- Goldmedaille Panamerikanische Spiele 2015